# Arrigo Padovan
Arrigo Padovan (Castelbaldo, 16 giugno 1927 – Masi, 4 gennaio 2025) è stato un ciclista su strada italiano.
Professionista dal 1950 al 1962.

## Carriera
Arrigo Padovan iniziò l'attività sportiva nel 1947, alternando al ciclismo il lavoro come meccanico, gareggiando inizialmente senza una squadra di riferimento. La sua prima bicicletta da corsa fu acquistata grazie a una colletta tra i propri compaesani. I buoni risultati conseguiti gli valsero l'ingaggio nella "Nicolò Biondo", una squadra dilettante di Carpi, per poi esordire tra i professionisti nel 1950 con la squadra "Lygie". Nel 1951 si impose nel Gran Premio Industria e Commercio di Prato, vinse la prima tappa del Giro delle Dolomiti e fu Maglia Bianca al Giro d'Italia, classificandosi ottavo nella graduatoria finale della corsa a tappe nazionale.
Nel 1952 venne ingaggiato dall'Atala: quell'anno vinse la seconda edizione del Gp dell'industria a Belmonte Piceno, il Gp Bevilacqua, la prima edizione della Bolzano-Trento e una tappa al Giro del Mediterraneo, oltre a diversi buoni piazzamenti come i tre terzi posti al Giro di Lombardia, nella Tre Valli Varesine e al Giro del Ticino.
Nelle stagioni seguenti continuò ad ottenere buone prestazioni, come il secondo posto al Giro del Lazio del 1954, ma non arrivarono successi fino al 1955, quando vinse una tappa al Tour de Suisse davanti ad Hugo Koblet, il quale però si prese la rivincita battendolo nel Giro del Ticino. Quell'anno arrivò anche il successo al Giro di Toscana con un allungo sul finale di gara. Nel 1956 vinse l'ottava tappa del Giro d'Italia (traguardo a Pescara) e l'undicesima tappa del Tour de France (Rouen), nel 1958 l'undicesima tappa del Tour de France (Bordeaux), nel 1959 la quattordicesima al Giro (Genova) e l'anno seguente, ancora al giro, vinse la volata di Milano (ventunesima tappa).

## Palmarès
- 1950 (dilettanti)

Coppa Caivano

- 1951 (Lygie, tre vittorie)

Gran Premio Industria e Commercio di Prato
1ª tappa Giro delle Dolomiti (Treviso > Trento)
Primo nella classifica finale della Maglia Bianca al Giro d'Italia
- 1952 (Atala-Pirelli, quattro vittorie)

3ª tappa Gran Premio del Mediterraneo (Bari > Taranto)
Bolzano-Trento
Gran Premio Industria - Belmonte-Piceno
GP Bevilacqua
- 1955 (Atala-Pirelli & Lygie, due vittorie)

Giro di Toscana
4ª tappa Tour de Suisse (Ginevra > Sion)
- 1956 (Atala-Pirelli & Arrow, due vittorie)

8ª tappa Giro d'Italia (Rimini > Pescara)
3ª tappa Tour de France (Lilla > Rouen)
- 1958 (Atala-Pirelli, due vittorie)

11ª tappa Tour de France (Royan > Bordeaux)
Primo nel Criterium di Montignes
- 1959 (Atala-Pirelli, una vittoria)

17ª tappa Giro d'Italia (San Pellegrino Terme > Genova)
- 1960 (Gazzola, una vittoria)

21ª tappa Giro d'Italia (Bormio > Milano)

## Piazzamenti

### Grandi giri
- Giro d'Italia

1951: 8º
1952: 16º
1953: 17º
1956: 12º
1957: 41º
1958: 65º
1959: 84º
1960: 83º
- Tour de France

1956: 26º
1957: 20º
1958: 45º
1959: 52º
- Vuelta a España

1956: 19º

### Classiche monumento
- Milano-Sanremo

1951: 27º
1953: 18º
1955: 98º
1956: 8º
1957: 74º
1958: 77º
1959: 34º
1960: 91º
1961: 78º
- Parigi-Roubaix

1960: 47º
- Giro di Lombardia

1950: 33º
1951: 10º
1952: 3º
1953: 41º
1954: 26º
1955: 11º
1957: 27º
1959: 101º

### Competizioni mondiali
- Campionati del mondo

Waregem 1957 - In linea: 28º